# Henrik Lindstrand

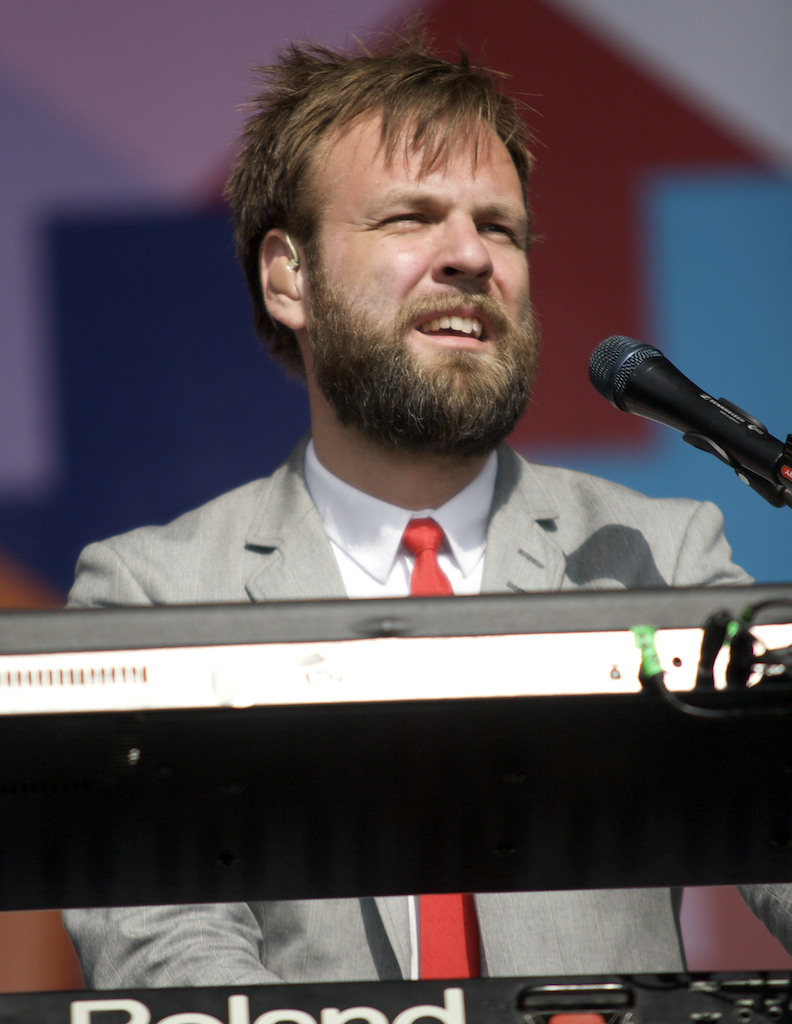
Henrik Lindstrand beim Auftritt mit der Band Kashmir

Henrik Lindstrand (* 8. Juni 1974 in Schweden) ist ein schwedischer Musiker und Filmkomponist. Seit 1997 ist Lindstrand Mitglied der dänischen Band Kashmir.

## Biografie
Kashmirs drittes Album The Good Life war die erste erfolgreiche Veröffentlichung an der Lindstrand als Mitglied beteiligt war. Neben Keyboard spielt er Gitarre, Mellotron, Flügel, Klavier und Gong. Seit 2009 ist Lindstrand auch als Filmkomponist an mehreren Filmen beteiligt. Des Weiteren hatte er einige Auftritte in schwedischen und dänischen Serien, Film- und Fernsehformaten.

## Filmografie

### Komponist
- 2007: Ekko
- 2008: Rejsen til Saturn
- 2008: En forelskelse
- 2009: Æblet & ormen
- 2010: Die Olsenbande in feiner Gesellschaft (Olsen-banden på de bonede gulve) gemeinsam mit Bent Fabricius-Bjerre
- 2011: Jensen & Jensen
- 2011: Klassefesten
- 2013: Weekendfar
- 2017: Tinkas Weihnachtsabenteuer (Tinkas juleeventyr, Fernsehserie)
- 2018: Greyzone – No Way Out (Fernsehserie)

### Musik
- 2009: Æblet & ormen (Musikmischer) (Leitung Musik)
- 2009: Rejsen til Saturn (Musiker)

### Auftritte
- 1998: Go' morgen Danmark (Fernsehsendung)
- 2003: Musikhuset (Fernsehshow)
- 2003: Rocket Brothers (Dokumentarfilm)
- 2004: DMA04 News
- 2004: Rockdrømme i Cannes (Fernsehdokumentation)
- 2004: DMA04 forspil
- 2004: Frederik & Mary - Galla på Det Kongelige Teater (Dokumentarfilm, Auftritt mit Kashmir)
- 2004 Danish Music Awards
- 2005: The Aftermath (Film)
- 2005–2006: Musikprogrammet - programmet om musik (Musik-Fernsehserie)
- 2007: Boogie (Fernsehserie)